# Iglesia de San Salvador (Bellprat)
La iglesia de San Salvador de Bellprat es un templo de Castell de Rubiol de Bellprat de la comarca catalana de Noya, incluida en el Inventario del Patrimonio Arquitectónico de Cataluña.

## Descripción
Consta de una nave de planta rectangular. La fachada tiene el campanario incorporado que presenta dos aperturas para las campanas y una pequeña ventanilla para iluminar el interior de esta edificación. El portal es rectangular.

## Historia
El pueblo se desarrolló alrededor de esta iglesia datada en 1641. La iglesia de Santiago de Queralt le era sufragaria. Son co-patronos San Antoni Abad y San Isidro Labrador, significación del carácter agrícola y ganadero de la población.